# Abebe Bikila
Abebe Bikila (7 d'agost, 1932 – 25 d'octubre, 1973) fou un atleta d'Etiòpia que participava en proves de marató.

## Biografia
Abebe Bikila va néixer el 7 d'agost del 1932 al poble de Jato, a 9 quilòmetres de la ciutat de Mendida, Etiòpia. Un entrenador finlandès contractat pel govern del país, Onni Niskanen, es fixà en Bikila. Fou inclòs a l'equip que participà en els Jocs Olímpics d'Estiu de 1960 realitzats a Roma (Itàlia) al darrer moment en substitució de Wami Biratu, que s'havia lesionat.
Cap de les sabatilles del patrocinador Adidas li anaven bé a Bikila de manera que Bikila decidí córrer descalç, igual com acostumava a entrenar. Abebe fou el primer que passà per la línia d'arribada situada a l'Arc de Constantí, als afores del Colosseu, superant el marroquí Rhadi Ben Abdesselam, amb un temps de 2:15:16.2. Fou el primer africà a guanyar una medalla d'or olímpica. En el seu retorn a Etiòpia fou tractat com un heroi. L'emperador Haile Selassie el premià amb l'Estrella d'Etiòpia.
L'any 1961 guanyà diverses maratons arreu. Entre octubre de 1961 i abril de 1963 no va competir en cap marató internacional. El 1963 participà en la Marató de Boston on acabà 5è, l'única marató que va acabar i no va guanyar. No tornar a córrer cap marató fins a la d'Addis Abeba el 1964 que guanyà amb un temps de 2:23:14.
40 dies abans dels Jocs de Tòquio 1964, Bikila patí un atac d'apendicítis aguda. Malgrat això es recuperà i va poder competir a la marató, aquest cop ben calçat amb uns esportius marca Asics. Guanyà la marató amb un nou rècord del món de 2:12:11:2, 4 minuts i 8 segons abans que el segon classificat Basil Heatley de Gran Bretanya. Fou el primer atleta en la història capaç de guanyar dues maratons olímpiques.
Participà de nou als Jocs de Mèxic 1968, però aquest cop abandonà la cursa al quilòmetre 17 per una lesió al seu genoll dret. El seu amic i company Mamo Wolde en fou el vencedor.
L'octubre de 1973 Bikila va morir a Addis Ababa a l'edat de 41 anys a causa d'una hemorràgia cerebral, relacionada amb un accident que havia sofert 4 anys abans. Al seu enterrament hi van assistir 65.000 persones.
Un estadi a Addis Abeba ha estat batejat amb el seu nom.